# Дейтерій
Дейте́рій (позначення: ²H, D) — стійкий ізотоп водню з масовим числом 2.

## Загальний опис
Природний вміст — 0,0147 %. Ядро складається з одного протона і одного нейтрона. Унаслідок такого співвідношення мас протію і дейтерію (1:2) їхні фізичні та хімічні властивості помітно відрізняються (значно сильніше, ніж ізотопів будь-яких інших елементів), що застосовується, зокрема, для їхнього поділу хімічними методами. Хоча дейтерій не є хімічним елементом, його часто позначають окремим символом — D. Зустрічається в природі як газ дейтерію, D2.
Дейтерій вперше виявив американський хімік Гарольд Клейтон Юрі 1931 року. За цю роботу 1934 року він отримав Нобелівську премію.
Вода складу D2O називається важкою водою через велику різницю в масі протію й дейтерію.

## Застосування
- Дейтерій у вигляді важкої води широко застосовується в атомній енергетиці як сповільнювач нейтронів в атомних реакторах.
- У суміші з тритієм або сполуці з літієм-6 застосовують у термоядерній зброї (воднева бомба, нейтронна бомба).
- застосовується також у лабораторних дослідженнях і техніці.

Перспективним також видається застосування дейтерію (у суміші з тритієм) для отримання високотемпературної плазми, необхідної для здійснення керованого термоядерного синтезу (див. проєкт ITER).

## Виробництво
Світове виробництво дейтерію — десятки тисяч тонн на рік. Основні методи отримання: багатоступеневий електроліз води, ректифікація води, іонний обмін, ректифікація аміаку. Світовим лідером з виробництва дейтерію є Канада, він необхідний їй для обслуговування реакторів CANDU.

## Похідні терміни
Ядро атома дейтерію називають дейтроном.